# Операция на ООН по поддържане на мира в Камбоджа
Операцията на ООН по поддържане на мира в Камбоджа (на английски: United Nations Transitional Authority in Cambodia (UNTAC)) е мироопазваща операция на ООН в Камбоджа през 1992-93 г. Това е първият случай, в който ООН поема администрацията на независима държава, организира и провежда изборите (вместо да ги наблюдава), има собствени радиостанция и затвор и е отговорна за опазването на човешките права на национално ниво.
Операцията омиротворява страната след повече от 20 години гражданска война и геноцид на камбоджанския народ. UNTAC осигурява условия за провеждане на избори за парламент и подготвя създаването на органи на властта. Тази операция е една от най-мащабните, провеждани от ООН дотогава. За успешното ѝ осъществяване са съсредоточени повече от 22 000 военнослужещи и цивилен персонал от 31 държави. 

## История
UNTAC е установена през февруари 1992 г. вследствие на Резолюция 745 на Съвета за сигурност на ООН, в съгласие с де факто управляващото правителство по това време, с цел прилагането на Парижкото мирно споразумение от октомври 1992 г.  UNTAC е продукт на многогодишна дипломатическа дейност.
Оглавявана от Ясуши Акаши, с лейтенант-генерал Джон Сандерсън като ръководител на военния компонент, UNTAC включва 15 900 военни, 3600 цивилни полицаи, 2000 цивилни и 450 доброволци от ООН, както и местен състав и преводачи. Цялата операция струва над 1,5 млрд. щатски долара, най-вече заплати за изгнаници.  Страните-участнички, осигуряващи военни наблюдатели, полиция и войници са: Австралия, Австрия, Алжир, Аржентина, Бангладеш, Белгия, Бруней, България, Гана, Германия, Индия, Индонезия, Ирландия, Камерун, Канада, Китай, Малайзия, Нидерландия, Нова Зеландия, Пакистан, Полша, Русия, Сенегал, Тайланд, Тунис, Обединеното кралство, Съединените американски щати, Уругвай, Филипини, Франция, Чили и Япония.

## Цели
Целите на UNTAC са възстановяването на мира и избирането на цивилно правителство в държава, порутена от десетилетия на гражданска война и машинации от Студената война, провеждането на свободни и честни избори, водещи до нова конституция и започване на възстановяването на страната. UNTAC трябва да прилага „надзор“ или „надзор и контрол“ над всички аспекти на управлението, включително външни работи, национална сигурност, финанси, сигурност и информация, да осигурява надзор, да наблюдава и да проверява оттеглянето на чуждестранни военни сили, да разквартирува, обезоръжава и демобилизира камбоджанските бойни фракции, да конфискува оръжия и военни доставки, да насърчава и защитава човешките права, да надзирава военната сигурност и да запазва реда и законността, да репатрира и презаселва бежанци и разселени лица, да подпомага премахването на мини и основаването на тренировъчни програми за премахване на мини, за осведоменост относно мини, да подпомага изграждането отново на важна инфраструктура и да подпомага икономическото възстановяване и развитие.

## Обезоръжаване
Въпреки твърденията на UNTAC, че е била ефективна и честването на операцията от международната общност като успех, UNTAC не успява да обезоръжи Червените кхмери, въпреки че обезоръжава местните милиции. Това позволява на Червените кхмери да постигнат териториални печалби и покачва политическото насилие.  Военните лидери на Камбоджа твърдят, че UNTAC е екстремно взискателна към обезоръжаването на Революционните въоръжени сили на кампучейския народ (Kampuchean People's Revolutionary Armed Forces), но твърде снизходителна и неефективна при обезоръжаването на Червените кхмери. 

### Избори от 1993 г.
Над 4 млн. камбоджанци (около 90% от имащите право на глас) участват в изборите през май 1993 г., въпреки че партията на Червените кхмери (Партия на демократична Кампучея, наследник на Комунистическата партия на Кампучия), чиито сили не са напълно обезоръжени и демобилизирани, пречи на част от хората да участват. Партията на принц Ранаридх (Ranariddh) ФУНЦИНПЕЦ (на френски: Front Uni National pour un Cambodge Indépendant, Neutre, Pacifique, et Coopératif) печели вота с 45,5% от гласовете, следвана от партията на Хун Сен Партия на камбоджанския народ и Будистката либерална демократическа партия. ФУНЦИНПЕЦ образува коалиция с останалите партии, участвали в изборите. Парламентарно представените партии в 120-местния парламент гласуват нова конституция, която е обнародвана на 24 септември 1993 г. Тя установява многопартийна либерална демокрация в конституционна монархия, в която принц Нородом Сианук е издигнат за крал. Принц Ранаридх и Хун Сен стават Първи и втори министър-председатели в кралското камбоджанско правителство. Конституцията предвижда широк кръг от международно признати човешки права. 

## Ефект от присъствието на UNTAC
Нородом Сианук е резервиран към операцията UNTAC, тъй като масовото присъствие на чужди войски води до злоупотреба на някои камбоджански жени, повишавайки проституцията , което води до това, че Камбоджа става една от най-засегнатите страни от СПИН в Азия.  Броят на проститутките в Камбоджа се увеличава от около 6000 през 1991 г. до над 20 000 след пристигането на участниците в UNTAC през 1992 г. До 1995 г. броят на засегнатите от СПИН камбоджанци достига между 50 и 90 000 по преценка на Световната здравна организация. 

### Процеси срещу ръководители на Червените кхмери
На 4 октомври 2004 г. Камбоджанското народно събрание ратифицира споразумение с Обединените нации за създаването на трибунал, който да съди ръководители, отговорни за зверствата, извършени от Червените кхмери. Страни-донори обещават 43 млн. щатски долара от тригодишния бюджет на трибунала, а дялът на камбоджанското правителство е 13,3 млн. щатски долара.
Първите процеси се провеждат през 2007 г. когато много от ръководителите вече са мъртви или болни. 

## Статистика
Времетраене: март 1992 – септември 1993
Численост: около 22 000 души военен и цивилен пресонал
Жертви: 78 (4 военни наблюдатели, 41 души от военния персонал, 14 цивилни полицаи, 5 международни цивилни участници и 14 местни участници).
Разходи: 1,62 млрд. щатски долара (общо за UNAMIC and UNTAC)

## Българско участие
В началото на 1992 г. България получава покана от ООН за участие в започващата операция. 
Българската армия участва в UNTAC от 4 май 1992 до 27 ноември 1993 г. с един пехотен батальон от 850 души (проведена е една ротация), 10 офицера за работа в щаба на мисията, 34 военни наблюдатели, и екип военна полиция от 11 души. Формирането, комплектоването и подготовката на българския батальон се извършва за 45 дни от поставянето на задачата до изпращането му в Камбоджа. За първи път български военнослужещи изпълняват задачи на повече от 9000 км от България при необичайни и трудни условия. 
В тази операция българският контингент дава 10 жертви. 